# Buron Fitts

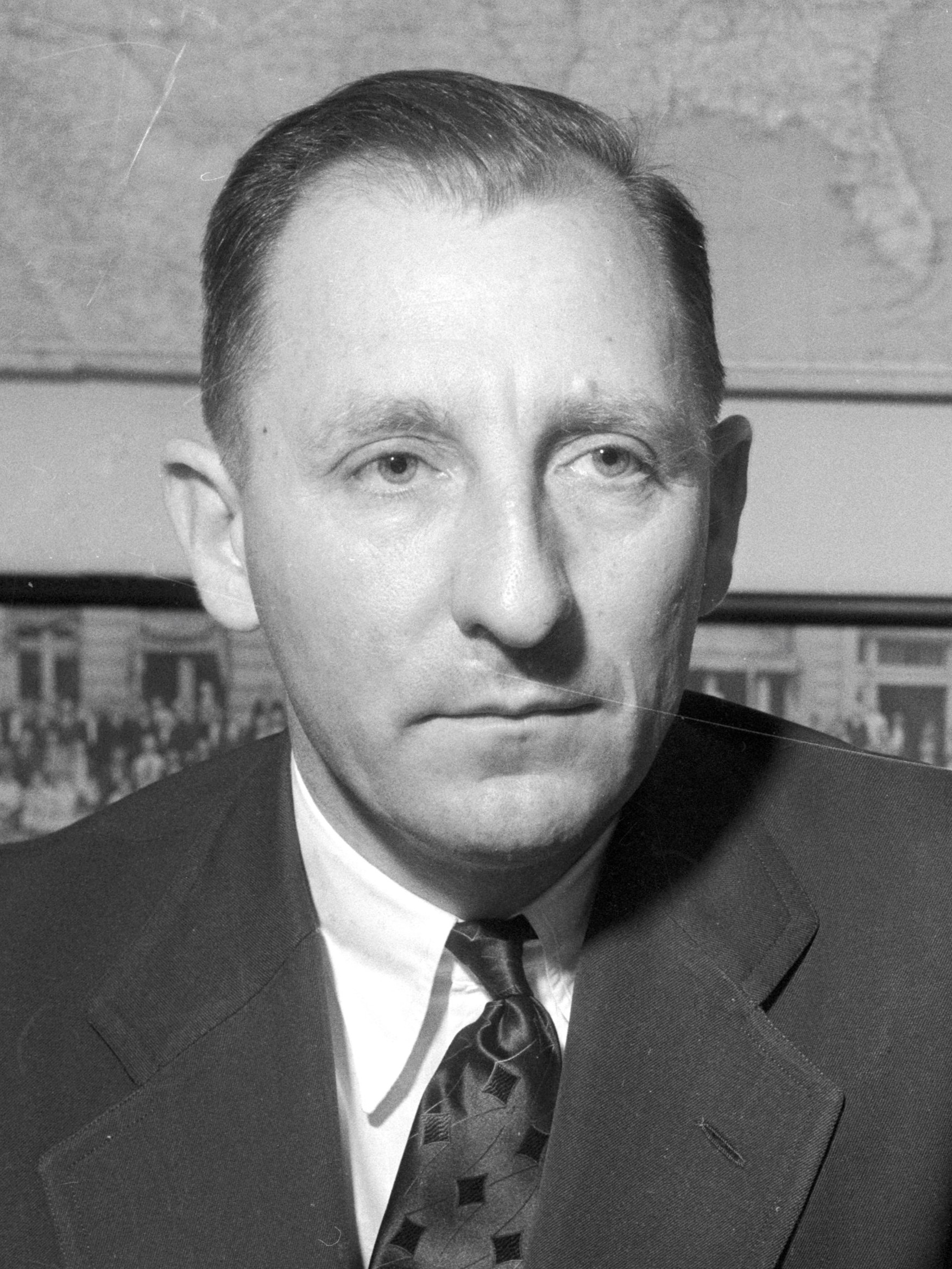
Buron Fitts (um 1935)

Buron Rogers Fitts (* 22. März 1895 in Belcherville, Montague County, Texas; † 29. März 1973 im Tulare County, Kalifornien) war ein US-amerikanischer Politiker. Zwischen 1927 und 1928 war er Vizegouverneur des Bundesstaates Kalifornien.

## Leben
Nach einem Jurastudium an der University of Southern California wurde Buron Fitts im Jahr 1916 als Rechtsanwalt zugelassen. Während des Ersten Weltkrieges diente er in den amerikanischen Streitkräften in Frankreich, wobei er verwundet wurde. Später war er Mitglied der Veteranenorganisation American Legion. Seit 1920 arbeitete er für den Bezirksstaatsanwalt im Los Angeles County. Politisch schloss er sich der Republikanischen Partei an. Im Juni 1928 nahm er als Delegierter an der Republican National Convention in Kansas City, auf der Herbert Hoover als Präsidentschaftskandidat nominiert wurde.
1926 wurde Fitts als Nachfolger von Arthur Breed an der Seite von C. C. Young zum Vizegouverneur von Kalifornien gewählt. Dieses Amt bekleidete er zwischen dem 4. Januar 1927 und seinem Rücktritt am 4. Dezember 1928. Dabei war er Stellvertreter des Gouverneurs und Vorsitzender des Staatssenats. Sein Rücktritt erfolgte, weil er zum Sonderstaatsanwalt ernannt worden war, der Bestechungsvorwürfe gegen seinen früheren Vorgesetzten Asa Keys, der Bezirksstaatsanwalt im Los Angeles County war, untersuchen und zur Anklage bringen sollte. Fitts war erfolgreich und erreichte eine Verurteilung von Keys. Gleichzeitig wurde Fitts selbst zum Bezirksstaatsanwalt ernannt. Dieses Amt übte er bis 1940 aus. Dabei kam es mehrfach zu Bestechungsvorwürfen, von denen er aber immer wieder freigesprochen wurde. Einer der Fälle, die von ihm untersucht wurden, war der mysteriöse Tod des Regisseurs Paul Bern. Auch in diesem Fall gab es Gerüchte und Spekulationen um Vertuschungen, die aber nie wirklich bewiesen oder widerlegt werden konnten. 1930 kandidierte Fitts erfolglos für das Amt des Gouverneurs von Kalifornien. Im März 1937 wurde ein Attentat auf ihn verübt, bei dem er verwundet wurde. Während des Zweiten Weltkrieges diente Fitts als Major im United States Army Air Corps. Am 29. März 1973 erschoss er sich in seinem Haus im Tulare County.